# Prosopomyia pallida
Prosopomyia pallida är en tvåvingeart som beskrevs av Friedrich Hermann Loew 1856. Prosopomyia pallida ingår i släktet Prosopomyia och familjen lövflugor. Inga underarter finns listade i Catalogue of Life.

## Bildgalleri

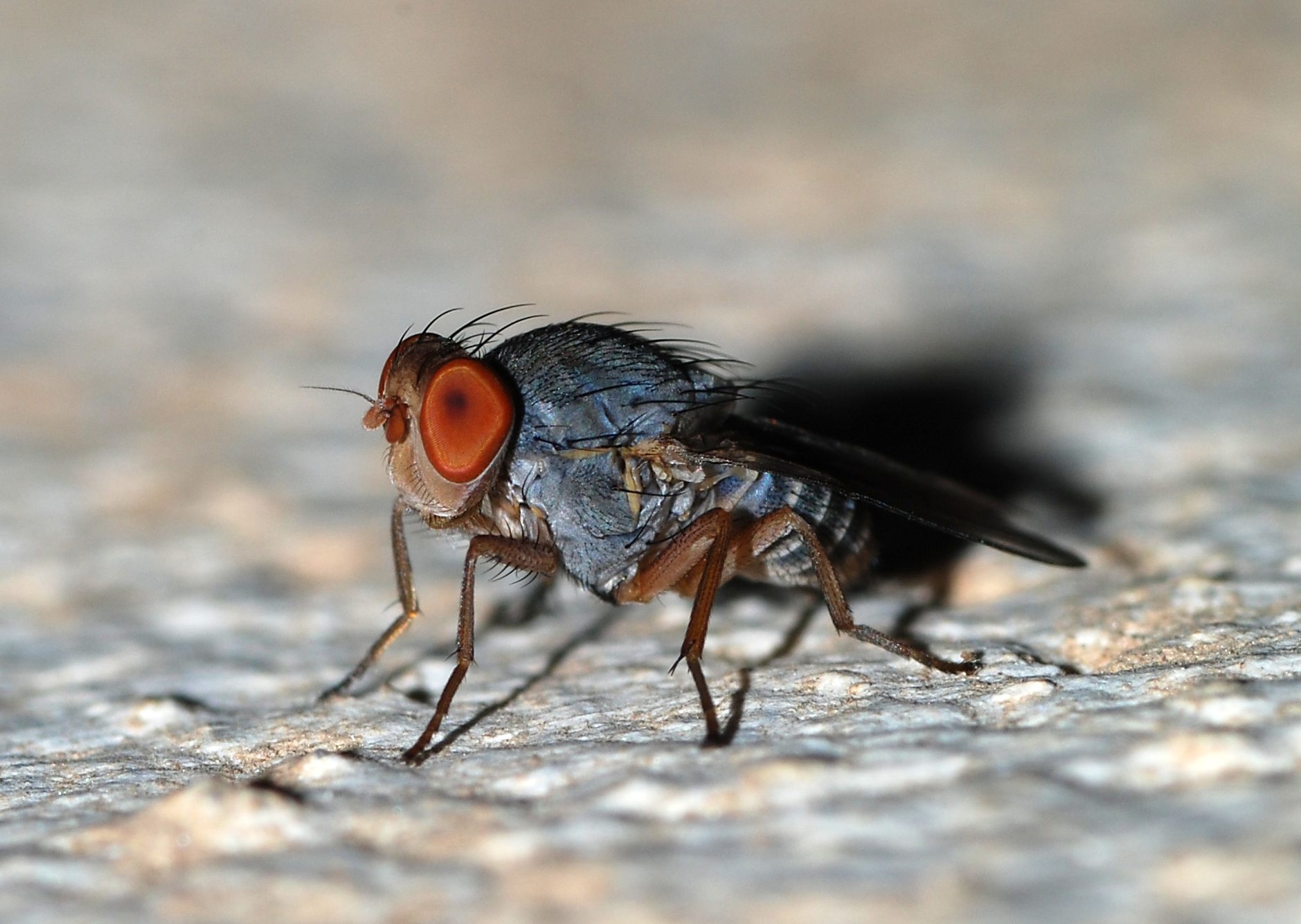